# 明月江街道
明月江街道是中华人民共和国四川省达州市达川区下辖的一个乡镇级行政单位。2019年12月，撤销江阳乡，设立明月江街道和杨柳街道。以原江阳乡老街社区、新学村、红岩村、毕云村、太平村所属行政区域为明月江街道的行政区域；将原江阳乡两角村和翠屏街道叶家湾社区、骑龙社区、杨柳社区以及三里坪街道千坵塝村、雷音铺村所属行政区域划归杨柳街道管辖。

## 行政区划
明月江街道下辖以下地区：
毕云村、太平村、新学村、红岩村和两角村。